# Emmanuela Katzuraki
Emmanuela Katzuraki (en griego: Εμμανουέλα Κατζουράκη; 14 de mayo de 2001) es una deportista griega que compite en tiro, en la modalidad de tiro al plato.
Ganó una medalla de bronce en el Campeonato Mundial de Tiro de 2023 y una medalla de plata en el Campeonato Europeo de Tiro al Plato de 2024. En los Juegos Europeos de Cracovia 2023 consiguió una medalla de plata en la prueba de skeet.

## Palmarés internacional
| Campeonato Mundial | Campeonato Mundial | Campeonato Mundial | Campeonato Mundial |
| Año                | Lugar              | Medalla            | Prueba             |
| ------------------ | ------------------ | ------------------ | ------------------ |
| 2023               | Bakú (Azerbaiyán)  | Medalla de bronce  | Skeet              |
| Juegos Europeos    |                    |                    |                    |
| Año                | Lugar              | Medalla            | Prueba             |
| 2023               | Cracovia (Polonia) | Medalla de plata   | Skeet              |
| Campeonato Europeo |                    |                    |                    |
| Año                | Lugar              | Medalla            | Prueba             |
| 2024               | Lonato (Italia)    | Medalla de plata   | Skeet mixto        |